# Théron d'Acragas
Pour les articles homonymes, voir Théron.

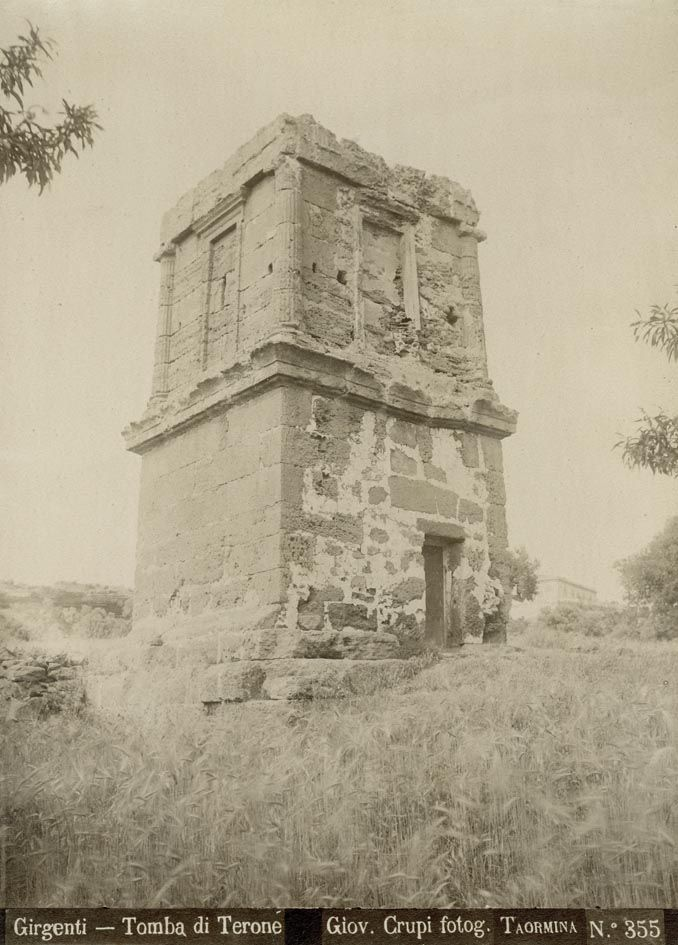
Tombe de Théron c. 1900

Théron est un tyran grec de la ville d'Acragas (Agrigente) en Sicile de 488 à 472 avant J.-C.

## Famille
Il est le fils de Ainesidemos, et le petit-fils de Emmenes, qui en -554, participe avec son père Telemachos au meurtre de Phalaris. Il a un frère, Xénocrates, donc une nièce, épouse de Hiéron Ier.
D'une épouse au nom inconnue, on lui connait quatre enfants, deux filles : Gorgos et Demarate, épouse de Gélon I, et deux fils : Thrasydée et Plilocrates.
En -478, il épouse une fille de Polyzelos, le frère de son gendre Gélon Ier.

## Biographie
Théron devient le tyran d'Agrigente en 488 av. J.-C. et s'allie rapidement à Gélon qui constitue à l'époque une puissante principauté autour de Géla, puis, après 482 av. J.-C., de Syracuse. Gélon devient même le gendre de Théron alors que celui-ci épouse une de ses nièces.
Théron entre en conflit avec la cité de Sélinonte et le tyran d'Himère nommé Terillos. Ces derniers en effet recherchent l'alliance carthaginoise. Théron s'empare d'Himère mais il est assiégé dans la cité par une armée carthaginoise venue au secours de Terillos. Théron reçoit alors l'aide de Gélon qui remporte en 480 av. J.-C. sous les murs d'Himère une grande victoire qui symbolise la triomphe de l'hellénisme occidental au moment où les cités grecques remportent la bataille de Salamine. Si Hérodote partage le mérite de cette victoire entre Théron et Gélon, la majorité des textes grecs glorifient seulement Gélon comme défenseur de la civilisation grecque.
Agrigente prospère sous le règne de Théron et forme avec Syracuse et Sélinonte (qui parvient à faire oublier sa position pro-carthaginoise) une sorte de « triumvirat » qui domine la Sicile grecque de l'époque.
Théron meurt en 473 av. J.-C. et son fils Thrasydée lui succède brièvement avant d'être battu par Hiéron Ier le frère et successeur de Gélon. Agrigente passe alors sous le contrôle de Syracuse.